# Велики отаџбински рат (термин)
Велики отаџбински рат термин је који се користи у Руској федерацији и осталим бившим републикама Совјетског Савеза за борбе вођене од 22. јуна 1941. до 9. маја 1945. године дуж многих фронтова на Источном фронту Другог светског рата између Совјетског Савеза и Нацистичке Немачке и њених савезника. За неке законске сврхе период рата може се продужити до 11. маја 1945, како би се укључио и крај Прашке офанзиве.
Крај Великог отаџбинског рата се обележава 9. маја као Дан победе.

## Историја
Термин „Отаџбински рат” односи се на руски отпор Наполеоновој инвазији на Русију, који је постао познат као Отаџбински рат 1812. године. У Русији, термин Отаџбински рат (рус. Отечественная война) првобитно се односи на рат на својој земљи (отаџбини), као супротност рату у иностранству (рус. Заграничная война), а касније је тумачен као рат за отаџбину, тј. одбрамбени рат за своју домовину. У неким случајевима се за Патриотски рат 1812. године користи назив Велики отаџбински рат; фраза се појавила најкасније 1844. године и постала је популарна уочи стогодишњице Патриотског рата 1812. године.
Након 1914. године, фраза се односила на Први светски рат. То је био назив посебног додатка санктпетербуршког часописа Театр и жизнь и односио се на Источни фронт Првог светског рата, на коме се Руска Империја борила против Немачког царства и Аустроугарске монархије. Фразе „Други патриотски рат” (рус. Вторая отечественная война) и „Велики светски патриотски рат” (рус. Великая всемирная отечественная война) кориштен је у Русији током Првог светског рата.
Термин „Велики патриотски рат” поново се појавио у совјетским новинама „Правда” 23. јуна 1941. године, након почетка осовинске инвазије на Совјетски Савез. Наслов чланка је био „Велики отаџбински рат совјетског народа” (рус. Вторая отечественная война советского народа), написао га је Јемељан Јарославски, члан уређивачког колегијума „Правде”. Ова фраза је за циљ имала мотивацију становништва на одбрану совјетске отаџбине и протеривања окупатора и упућивала је на Патриотски рат из 1812. што се сматрало великим повећањем морала.
Термин „Отаџбински рат” званично је признат успостављањем Ордена отаџбинског рата (рус. Орден Отечественной войны) 20. маја 1942. године, који се додељивао за херојска дела.

## Употреба
Термин се углавном не користи изван бившег Совјетског Савеза (погледајте Источни фронт). Постоји знатна разлика између ове фразе и Другог светског рата, јер совјетски термин не покрива почетну фазу Другог светског рата, током које је СССР, и даље под споразумом о ненападању са Немачком, напао Пољску (1939), Финску (1939), балтичке државе (1940) и Бесарабију и северну Буковину (1940). Термин се не односи на совјетску инвазију на Иран 1941. заједно са Британијом, рат против Јапана (укључујући Совјетско-јапански рат 1945) нити рат на Западном фронту.
Врховна Рада Украјине 9. априла 2015. године заменила је термин „Велики патриотски рат” (укр. Велика Вітчизняна війна) у националном лексикону термином „Други светски рат”, као дио закона о декомунизацији.